# Bert Van Lerberghe
Bert Van Lerberghe (Kortrijk, 29 september 1992) is een Belgisch wielrenner die anno 2024 uitkomt voor Soudal Quick-Step.

## Overwinningen
2009
2e etappe deel A Sint-Martinusprijs Kontich (ploegentijdrit)
2010
Proloog Sint-Martinusprijs Kontich
2012
Torhout - Wijnendale (kermiskoers)
Jongerenklassement Ronde van Loir-et-Cher
Deerlijk - Belgiek (kermiskoers)
2013
Lichtervelde (kermiskoers)
Ooigem (kermiskoers)
Kuurne (kermiskoers)
2014
Houthulst (kermiskoers)
Bachte-Maria-Leerne (kermiskoers)
2015
Belgisch kampioen strandrace
2016
Strijdlustprijs Eneco Tour
Belgisch kampioen strandrace
2022
De Panne Beach Endurance
2023
2e (TTT) etappe Ronde van de Verenigde Arabische Emiraten

## Resultaten in voornaamste wedstrijden
| Jaar | Ronde van Italië | Ronde van Frankrijk | Ronde van Spanje |
| ---- | ---------------- | ------------------- | ---------------- |
| 2012 |                  |                     |                  |
| 2013 |                  |                     |                  |
| 2014 |                  |                     |                  |
| 2015 |                  |                     |                  |
| 2016 |                  |                     |                  |
| 2017 |                  |                     |                  |
| 2018 |                  |                     |                  |
| 2019 |                  |                     |                  |
| 2020 |                  |                     |                  |
| 2021 |                  |                     | 137e             |
| 2022 | 146e             |                     |                  |
| 2023 |                  |                     |                  |
| 2024 | 135e             |                     |                  |
| 2025 |                  | 147e                |                  |

| Jaar | Milaan-San Remo | Gent-Wevelgem | Ronde van Vlaanderen | Parijs-Roubaix | Dwars door Vlaanderen | Brussels Cycling Classic | Omloop Het Nieuwsblad |
| ---- | --------------- | ------------- | -------------------- | -------------- | --------------------- | ------------------------ | --------------------- |
| 2012 |                 |               |                      |                |                       | 62e                      |                       |
| 2013 |                 |               |                      |                |                       | 37e                      |                       |
| 2014 |                 |               |                      |                |                       |                          |                       |
| 2015 |                 |               | 100e                 |                | 30e                   |                          | 58e                   |
| 2016 |                 | 41e           | opgave               | 42e            | 21e                   |                          |                       |
| 2017 |                 | 12e           | 114e                 | 30e            | 40e                   | 51e                      | 39e                   |
| 2018 | 149e            | 37e           | 86e                  | 70e            | 28e                   | 8e                       | 7e                    |
| 2019 | 153e            | 71e           | 111e                 | opgave         | opgave                |                          | 50e                   |
| 2020 |                 | 72e           |                      |                |                       |                          |                       |
| 2021 |                 | 20e           | 75e                  | 56e            |                       |                          |                       |
| 2022 |                 | 64e           | opgave               |                | 66e                   |                          | opgave                |
| 2023 |                 | 28e           |                      | opgave         | 85e                   |                          |                       |
| 2024 |                 | 49e           | opgave               | 42e            |                       |                          |                       |
| 2025 |                 | 52e           | opgave               | opgave         | 38e                   |                          |                       |

## Ploegen
- 2012 –  Bofrost-Steria
- 2013 –  Ventilair-Steria Cycling Team
- 2015 –  Topsport Vlaanderen-Baloise
- 2016 –  Topsport Vlaanderen-Baloise
- 2017 –  Sport Vlaanderen-Baloise
- 2018 –  Cofidis, Solutions Crédits
- 2019 –  Cofidis, Solutions Crédits
- 2020 –  Deceuninck–Quick-Step
- 2021 –  Deceuninck–Quick-Step
- 2022 –  Quick Step-Alpha Vinyl
- 2023 –  Soudal-Quick Step
- 2024 –  Soudal-Quick Step
- 2025 –  Soudal Quick-Step

Broeders · De Poortere · De Winter · Dupont · Durant · Lepla · Ruyters · Schets · Teuns · Van Coppernolle · Van den Abeele · Van Herck · Van Hoovels · Van Lerberghe · Vandenbogaerde · N.Vandyck · Verraes · Vervaeke · Verwaest · Wastyn · Roelandts (stagiair) 
Calleeuw · Cools · Dupont · Durant · Lepla · Luyten · Peeters · Pols · Roelandts · Ruyters · Teuns · Van Coppernolle · Van Hoovels · Van Lerberghe · Vandewiele · Vandromme · Vanspeybroeck · Wastyn
Campenaerts · Capiot · De Ketele · De Pauw · De Tier · Declercq · Helven · Jacobs · Lietaer · Naesen · Rickaert · Salomein · Sprengers · Steels · Theuns · Van Hecke · Van Hoecke · Van Lerberghe · Van Meirhaeghe · Vanoverberghe · Vanspeybrouck · Vergaerde · Jel.Wallays · Jen.Wallays
Allegaert · Capiot · De Gendt · De Ketele · De Pauw · De Vylder · Declercq · Deltombe · Farazijn · Lietaer · Noppe · Planckaert · Pols · Rickaert · Salomein · Sprengers · Steels · Van Gestel · Van Hecke · Van Lerberghe · Van Rooy · Wallays
Bonnafond · N. Bouhanni · R. Bouhanni · Chetout · Claeys · Edet · Godon · Jesús Herrada · José Herrada · Hofstetter · Lafay · Laporte · Le Turnier · Lemoine · Maté · Navarro · Perez · Rossetto · Simon · Soupe · Teklehaimanot · A. Turgis · J. Turgis · Van Lerberghe · Van Staeyen · Vanbilsen · Morin (stagiair) · Puppio (stagiair) · Skaarseth (stagiair)
Atapuma · Berhane · N. Bouhanni · R. Bouhanni · Chetout · Claeys · Edet · Fortin · Hansen · Jesús Herrada · José Herrada · Hofstetter · Lafay · Laporte · Le Turnier · Lemoine · Maté · Mathis · Morin · Perez · Périchon · Rossetto · Simon · Soupe · Touzé · Van Lerberghe · Vanbilsen · Waeytens · Finé (stagiair) · Leyder (stagiair) · Viviani (stagiair)
Alaphilippe  · Almeida · Archbold · Asgreen · Bagioli · Ballerini · Bennett · Cattaneo · Cavagna · Declercq · Devenyns · Evenepoel   · Garrison · Hodeg · Honoré · Jakobsen · Jungels · Keisse · Knox · Lampaert · Masnada · Mørkøv · Sénéchal · Serry · Steels · Steimle · Štybar · Van Lerberghe · Quinn (stagiair) · Vansevenant (stagiair)
Alaphilippe  · Almeida · Archbold · Asgreen · Bagioli · Ballerini · Bennett · Cattaneo · Cavagna · Cavendish · Černý · Declercq · Devenyns · Evenepoel · Garrison · Hodeg · Honoré · Jakobsen · Keisse · Knox · Lampaert · Masnada · Mørkøv · Sénéchal · Serry · Steels · Steimle · Štybar · Van Lerberghe · Vansevenant · Osborne (stagiair) · Van Tricht (stagiair)
Alaphilippe  · Asgreen · Bagioli · Ballerini · Cattaneo · Cavagna · Cavendish · Černý · Declercq · Devenyns · Evenepoel  · Honoré · Jakobsen  · Keisse · Knox · Lampaert · Masnada · Mørkøv · Schmid · Sénéchal · Serry · Steels · Steimle · Štybar · Svrček (vanaf 1/7) · Van Lerberghe · Van Tricht · Van Wilder · Vansevenant · Vernon · Vervaeke · Raccani (stagiair)
Alaphilippe · Asgreen · Bagioli · Ballerini · Cattaneo · Cavagna · Černý · Declercq · Devenyns · Evenepoel    · Hirt · Jakobsen  · Knox · Lampaert · Masnada · Merlier · Mørkøv · Pedersen · Schmid · Sénéchal · Serry · Steimle · Svrček · Van Lerberghe · Van Tricht · Van Wilder · Vansevenant · Vernon · Vervaeke
Alaphilippe · Asgreen · Bastiaens · Cattaneo · Černý · Evenepoel      · Gelders · Hirt · Huby · Knox · Lampaert · Lamperti · Landa · Lecerf · Magnier · Masnada · Merlier · Moscon · Pedersen · Reinderink · Serry · Svrček · Van Lerberghe · Van Wilder · Vangheluwe · Vansevenant · Vervaeke · Warlop